# Agenore (nome)
Agenore  è un nome proprio di persona italiano maschile.

## Varianti
- Ipocoristici: Age

### Varianti in altre lingue
- Bulgaro: Агенор (Agenor)
- Catalano: Agènor[5]
- Ceco: Agénor
- Esperanto: Agenoro
- Francese: Agénor
- Galiziano: Axenor
- Greco antico: Ἀγήνωρ (Agenor)[3]
- Greco moderno: Αγήνορας (Agīnoras)
- Inglese: Agenor
- Latino: Agenor[1]
- Lituano: Agenoras
- Olandese: Agenor
- Polacco: Agenor
- Portoghese: Agenor
- Russo: Агенор (Agenor)
- Serbo: Агенор (Agenor)
- Slovacco: Agénor
- Spagnolo: Agénor[5]
- Tedesco: Agenor
- Ucraino: Агенор (Ahenor)
- Ungherese: Agénór

## Origine e diffusione
Di matrice classica e di scarsa diffusione, deriva dal nome greco Ἀγήνωρ (Agenor), latinizzato in Agenor; è composto da ἄγαν (agan, "molto", "troppo") e ἀνήρ (anēr, "uomo", "maschio"), quindi significa "molto virile", "robusto", "coraggioso", "superbo". Altre interpretazioni ricollegano il primo elemento invece ad ἄγω (ago, "guidare", "condurre"), quindi "condottiero di prodi".
Venne portato da svariati personaggi della mitologia greca, fra i quali spicca Agenore, re di Tiro, figlio di Poseidone e Libia e padre, da Telefassa, di Europa, Cadmo, Fenice e Cilice.
Da questo nome potrebbe derivare il cognome "Agenori".

## Onomastico
Il nome è adespota, cioè privo di santo patrono; l'onomastico si può quindi festeggiare il 1º novembre, in occasione di Ognissanti.

## Persone

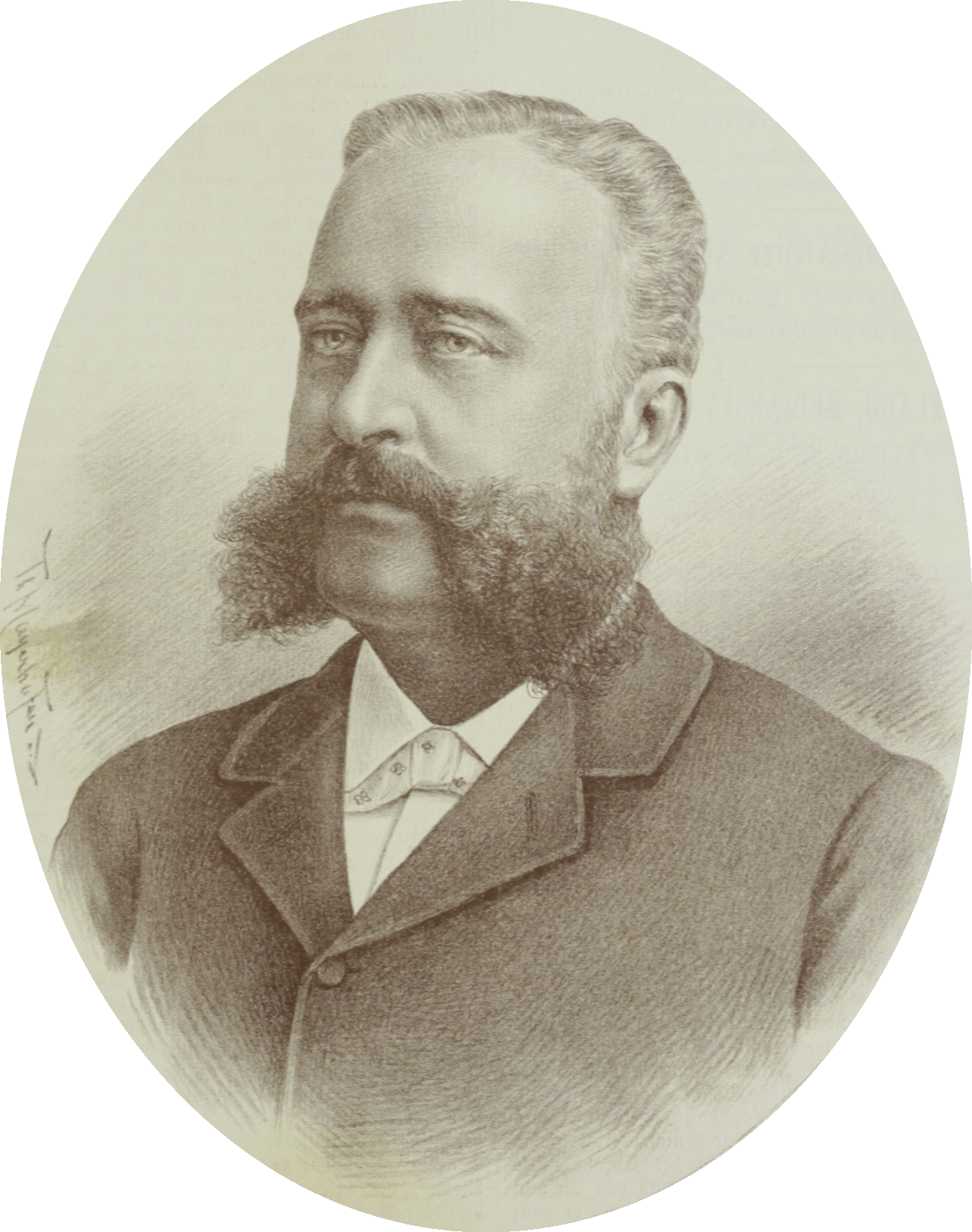
Agenor Maria Gołuchowski

- Agenore Bassi, giornalista, scrittore e politico italiano
- Agenore Fabbri, scultore e pittore italiano
- Agenore Frangipani, generale italiano
- Agenore Incrocci, sceneggiatore italiano
- Agenore Maurizi, calciatore, giocatore di calcio e allenatore di calcio italiano

### Variante Agenor

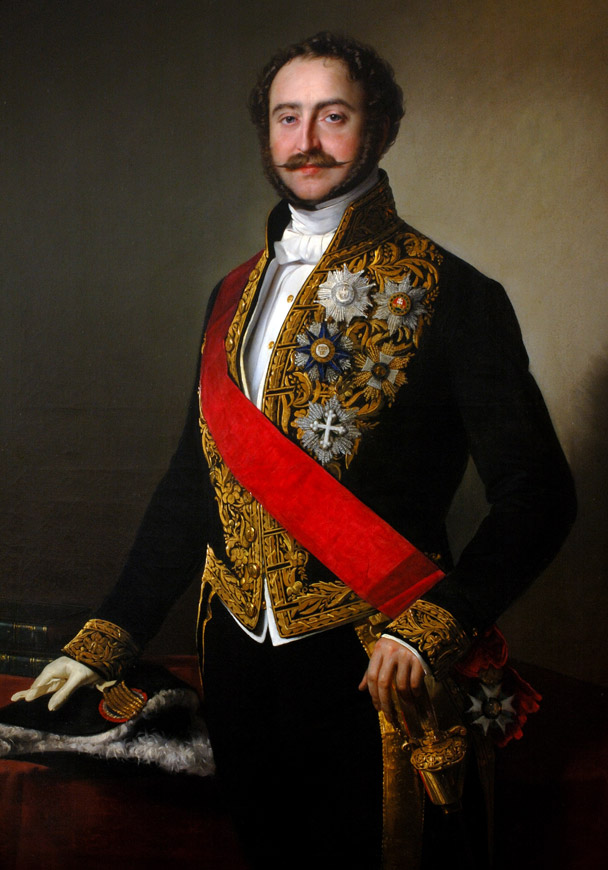
Agénor de Gramont

- Agenor Gołuchowski, politico polacco
- Agenor Maria Gołuchowski, politico austriaco
- Agenor Muniz, calciatore e allenatore di calcio brasiliano naturalizzato australiano

### Variante Agénor
- Agénor de Gramont, diplomatico e politico francese